# Динамічна баєсова мережа

Динамічна баєсова мережа, складена з 3 змінних.

Динамічна баєсова мережа, розгорнута на 3 кроки часу.

Спрощена динамічна баєсова мережа. Всім змінним дублюватися не треба, але вони також є динамічними.

Динамі́чна ба́єсова мере́жа (ДБМ, англ. Dynamic Bayesian Network, DBN) — це баєсова мережа, що співвідносить змінні між собою через суміжні проміжки часу. Її також часто називають двочасовою БМ (2ЧБМ, англ. Two-Timeslice BN, 2TBN), оскільки вона каже, що значення змінної на будь-який момент часу T може бути обчислено із внутрішніх регресорів та безпосередньо попереднього значення (на момент часу T-1). ДБМ було розроблено Полом Деґамом на початку 1990-х років, коли він вів фінансовані двома грантами Національного наукового фонду дослідження на Відділенні медичної інформатики Стенфордського університету. Деґам розробив ДБМ, щоби уніфікувати та розширити традиційні лінійні станово-просторові моделі, такі як фільтри Калмана, лінійні та нормальні прогностичні моделі, такі як ARMA, і прості залежнісні моделі, такі як приховані марковські моделі, до загального ймовірнісного представлення та механізму отримання висновків для довільних нелінійних та не нормальних залежних від часу областей.
Нині ДБМ є поширеними в робототехніці, та продемонстрували потенціал для широкого спектра застосунків для добування даних. Наприклад, вони використовувалися у розпізнаванні мовлення, цифровій криміналістиці, секвенуванні білків та біоінформатиці. ДБМ є узагальненням прихованих марковських моделей та фільтрів Калмана.

## Програмне забезпечення
- bnt на GitHub: Bayes Net Toolbox (Інструментарій баєсових мереж) для Matlab, від Кевіна Мерфі (англ. Kevin Murphy) (випущений під ліцензією GPL)
- Graphical Models Toolkit (GMTK): публічно доступний інструментарій з відкритим кодом для швидкого макетування статистичних моделей з використанням динамічних графічних моделей (англ. Dynamic Graphical Models, DGMs) та динамічних баєсових мереж. GMTK може використовуватися для розробки застосунків та досліджень в обробці мовлення та мови, біоінформатиці, розпізнаванні діяльності, та будь-яких застосувань часових рядів.
- DBmcmc [Архівовано 15 квітня 2012 у Wayback Machine.]: Виведення динамічних баєсових мереж за допомогою методів Монте-Карло марковських ланцюгів, для Matlab (вільне програмне забезпечення)
- GlobalMIT Matlab toolbox на Google Code: Моделювання генної регуляторної мережі шляхом глобальної оптимізації динамічної баєсової мережі (випущене під ліцензією GPL)
- libDAI [Архівовано 18 травня 2014 у Wayback Machine.]: бібліотека C++, що пропонує реалізації різноманітних (наближених) методів виведення для дискретних графічних моделей[en]; підтримує довільні графи розкладу[en] з дискретними змінними, включно з дискретними марковськими та баєсовими мережами (випущена під ліцензією FreeBSD)
- aGrUM [Архівовано 18 листопада 2016 у Wayback Machine.]: бібліотека C++ (зі обв'язками для Python) для різних типів ІГМ, включно з баєсовими мережами та динамічними баєсовими мережами (випускається під ліцензією GPLv3)